# Stefan-Boltzmann-Konstante
Die Stefan-Boltzmann-Konstante {\displaystyle \sigma }, nach Josef Stefan und Ludwig Boltzmann, ist eine physikalische Konstante, die als Proportionalitätskonstante im Stefan-Boltzmann-Gesetz auftritt. Nach diesem ist die in Form von elektromagnetischer Strahlung emittierte Leistung {\displaystyle P} eines schwarzen Strahlers proportional zu dessen Oberfläche {\displaystyle A} und der vierten Potenz seiner Temperatur {\displaystyle T}:
{\displaystyle P=\sigma AT^{4}}
mit
{\displaystyle \sigma ={\frac {2\pi ^{5}k_{\mathrm {B} }^{4}}{15h^{3}c^{2}}}=5{,}670\,374\,419\ldots \cdot 10^{-8}\;\mathrm {\frac {W}{m^{2}K^{4}}} }.
Die Konstanten kB (Boltzmann-Konstante),  h (Planck-Konstante) und c (Lichtgeschwindigkeit) dienen im SI-System zur Definition der Maßeinheiten und sind dafür mit exakten Zahlenwerten belegt. Damit hat im SI auch die Stefan-Boltzmann-Konstante einen exakten Wert.
Die ebenfalls nach Ludwig Boltzmann benannten Boltzmann-Konstante geht als kB in die Stefan-Boltzmann-Konstante ein.
In der Literatur ist auch eine abgeleitete Konstante als „Strahlungskonstante“ gebräuchlich, die für Berechnungen der Strahlungsenergie pro Volumen benötigt wird:
{\displaystyle a=4\sigma /c=7{,}5657\cdot 10^{-16}\;{\text{J}}\,{\text{m}}^{-3}\,{\text{K}}^{-4}}
(siehe Stefan-Boltzmann-Gesetz → Herleitung aus der Thermodynamik).